# 日野汽车
日野汽车股份有限公司（日语：／ Hino Jidōsha Kabushiki gaisha）簡稱日野汽車或日野，是一家位於日本东京的柴油貨車、巴士和其它车辆的制造商。日野在日本的中重型柴油卡车制造领域中佔据着领导地位。日野目前是豐田集團（Toyota Group）的成員之一，豐田汽車持有50.1%股權。

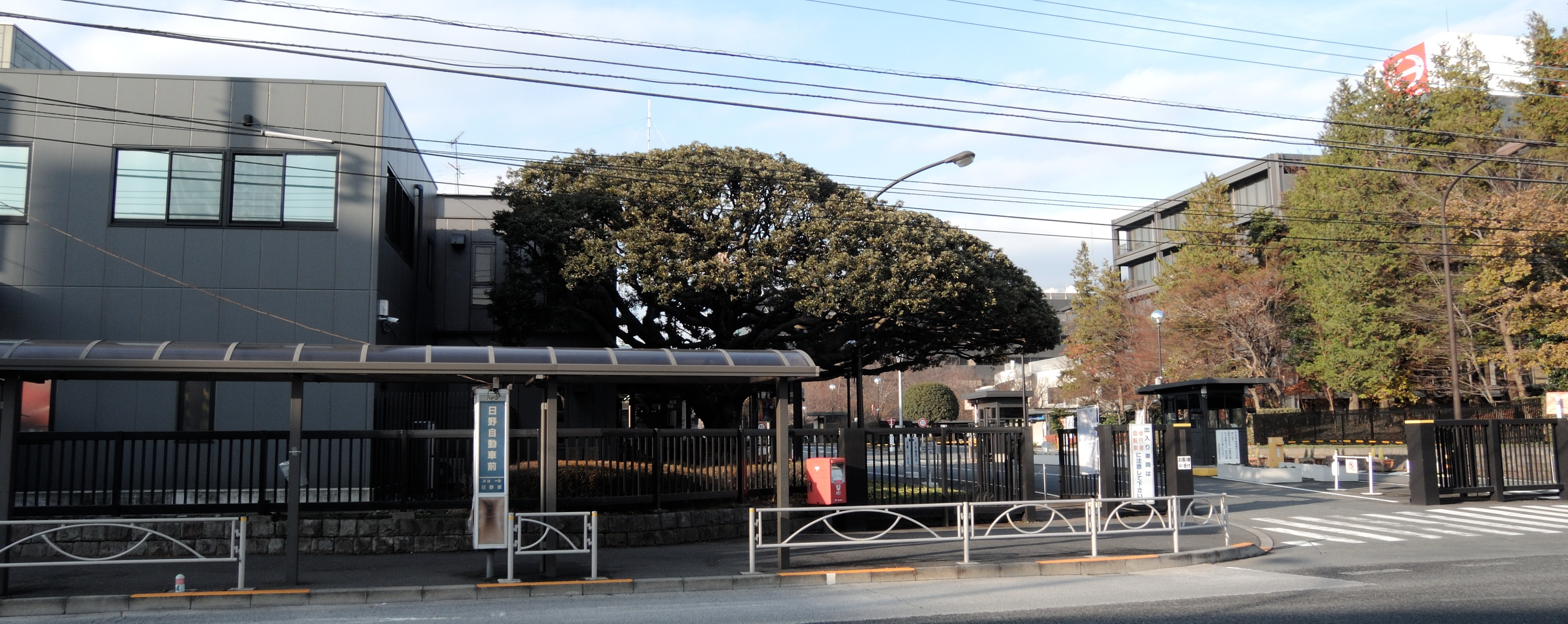
日野汽車總部

## 历史
1910年，建立东京瓦斯工业公司（1913年改稱東京瓦斯電力工業公司）。
1918年，生产的第一辆汽车是TGE-A型卡车。
1937年，将其汽车制造部门与「汽车工业股份有限公司」（Automobile Industry Co., Ltd）和「共同國產汽車股份有限公司」（Kyodo Kokusan K.K.）合併成立了「东京汽车工业股份有限公司」（Tokyo Automoble Industry Co., Ltd.）。
1941年，公司改名為「柴油汽车工业股份有限公司」（Diesel Motor Industry Co., Ltd.），并最终变成了现在的五十鈴汽車股份有限公司（Isuzu Motors Limited）。
1942年，新的实体日野重工股份有限公司（Hino Heavy Industry Co., Ltd.）从柴油汽车工业股份有限公司中分离出来，日野的名称就此诞生。第二次世界大战以後，公司停止生产船用大型柴油发动机，并根据条约去掉了公司名称中的“重型”。从此公司以日野工业股份有限公司（Hino Industry Co., Ltd.）的名称专心制造重型拖掛卡車和柴油发动机。
1948年，公司又改名為「日野柴油工业股份有限公司」（Hino Diesel Industry Co., Ltd.）。最初是生產私家車為主，
1967年，成為豐田汽車一部分後，以生產貨車、巴士為主。
2025年6月，豐田汽車與德國戴姆勒卡車合作成立一間控股公司，戴姆勒卡车和丰田汽车将分别持有25%股份，而控股公司计划持有三菱扶桑卡客车和日野汽车100%的股份

## 產品
- 私家車：早期的日野公司主力是生產私家車，自1967年成為豐田汽車一部分後，便再沒有生產私家車。
- 貨車：自1967年成為豐田汽車一部分後，日野主要是生產中型和重型貨車為主，到21世紀又同時生產5.5噸輕型貨車，而輕型貨車亦為工商服務業界採用。其中重型拖頭乃日野的「金漆招牌」，而日野Dutro更加與豐田Dyna發揮並駕齊驅之載貨動力，前後發展了多個版本，暢銷亞洲各國。同時日野還為北美洲市場研製出前置引擎版本的貨車系列。
- 巴士：主要有前置和後置引擎為主。

上一代日野標誌
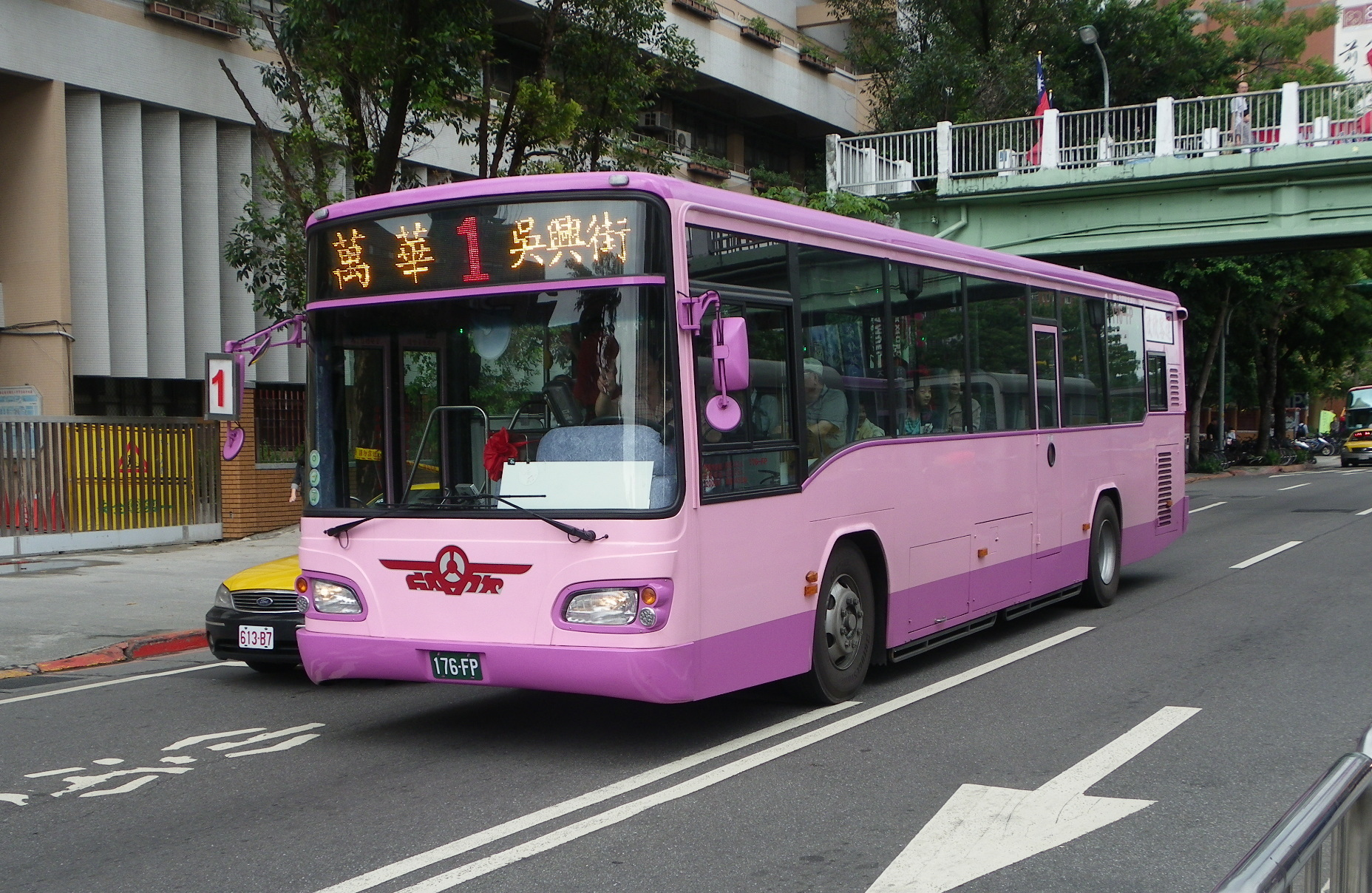
欣欣客運HINO RK8JMSA 233HP(2009年)
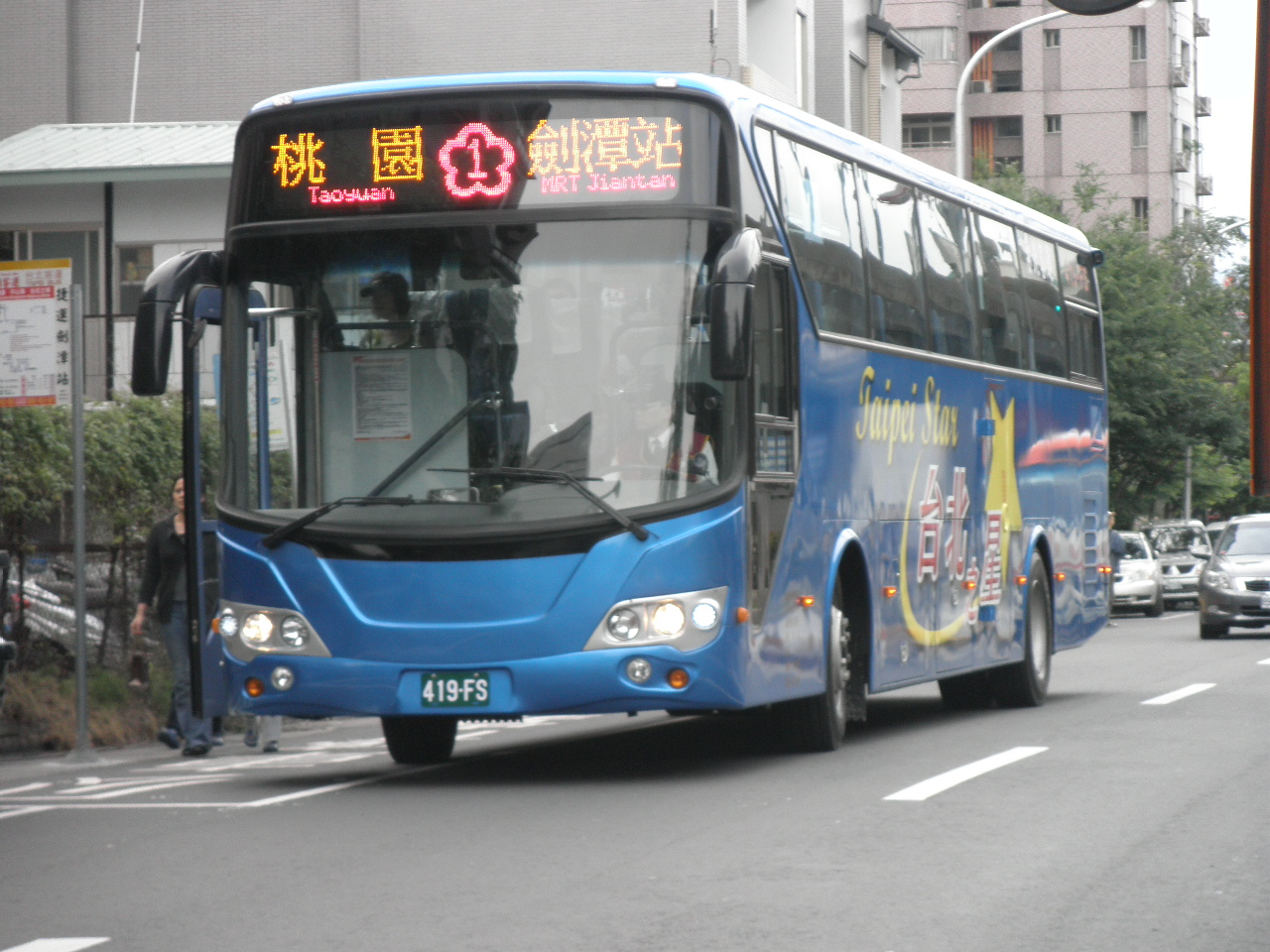
台北客運HINO RN8JSSA 263HP(2009年)
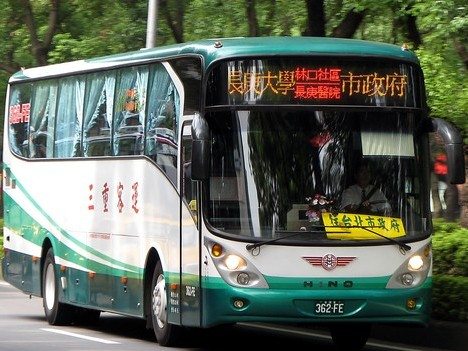
三重客運HINO LRM2PSA 300HP(2005年)
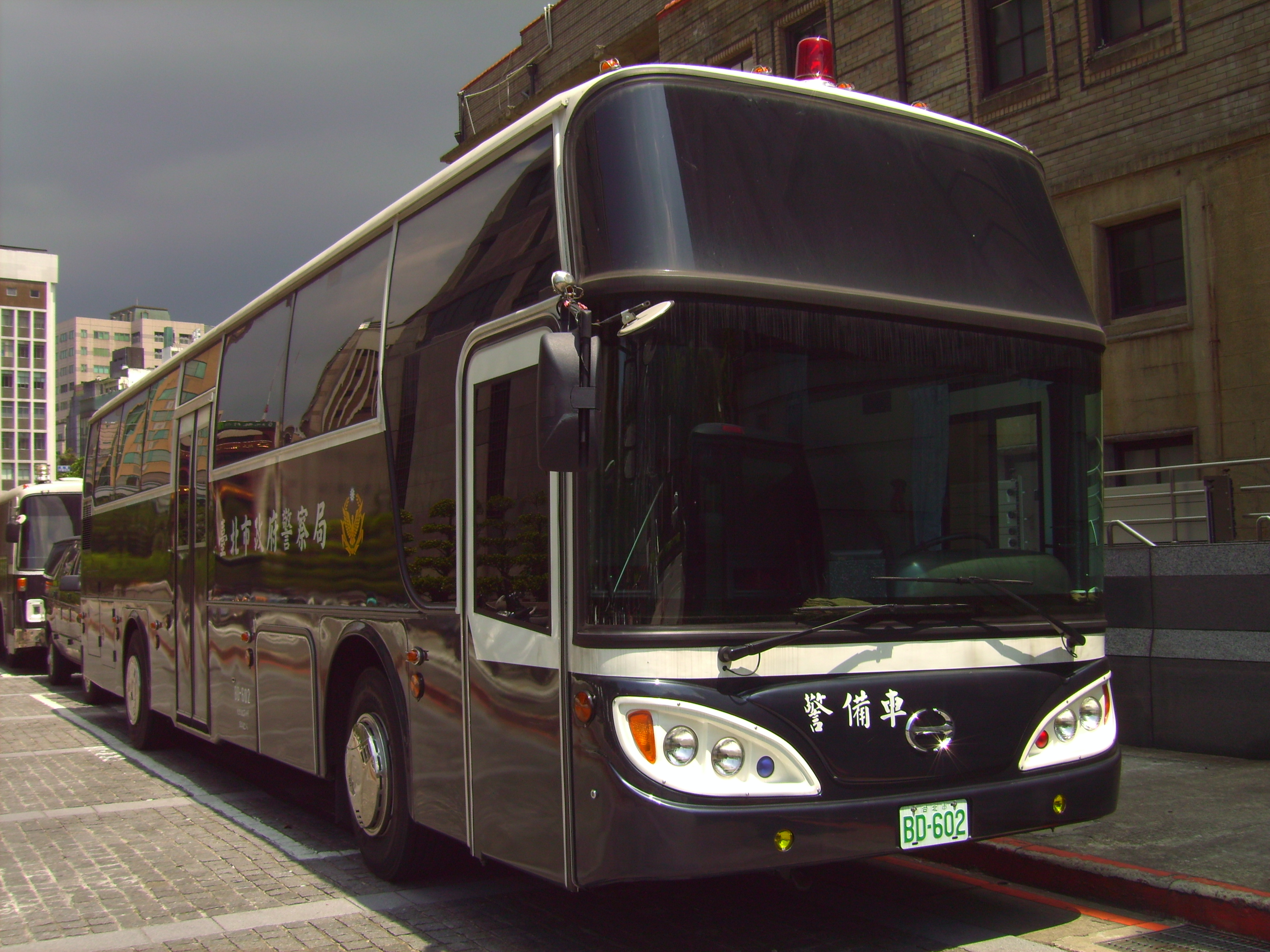
日野巴士也被用於警備車的用途
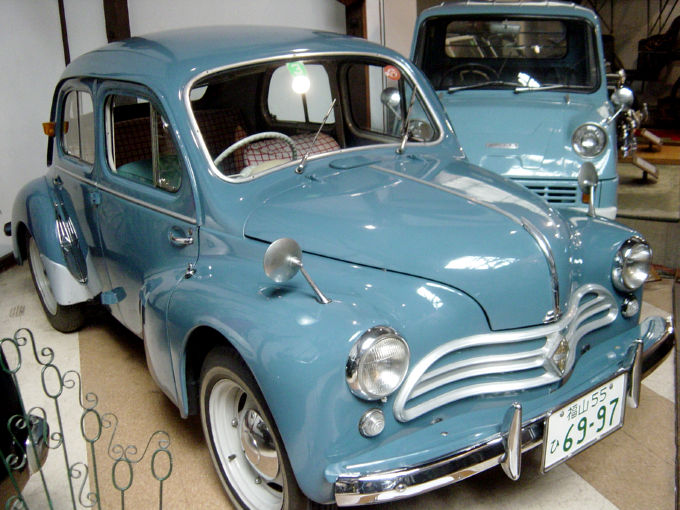
日野4CV
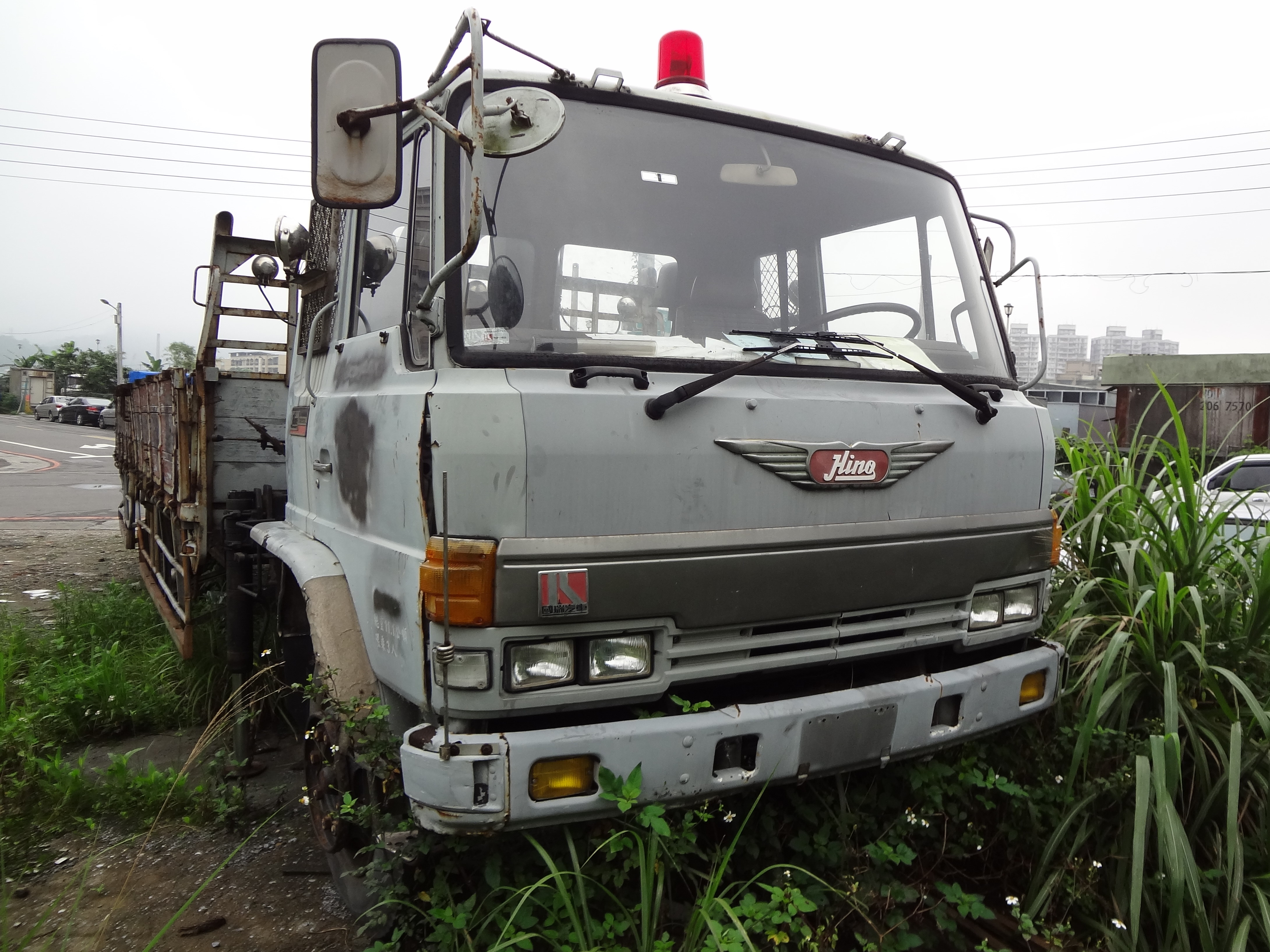
警用卡車
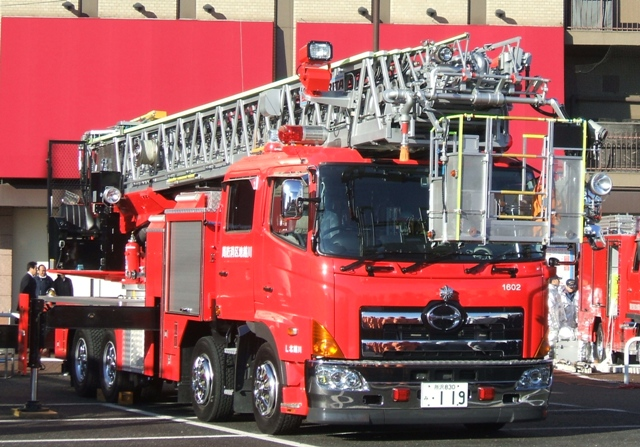
Profia
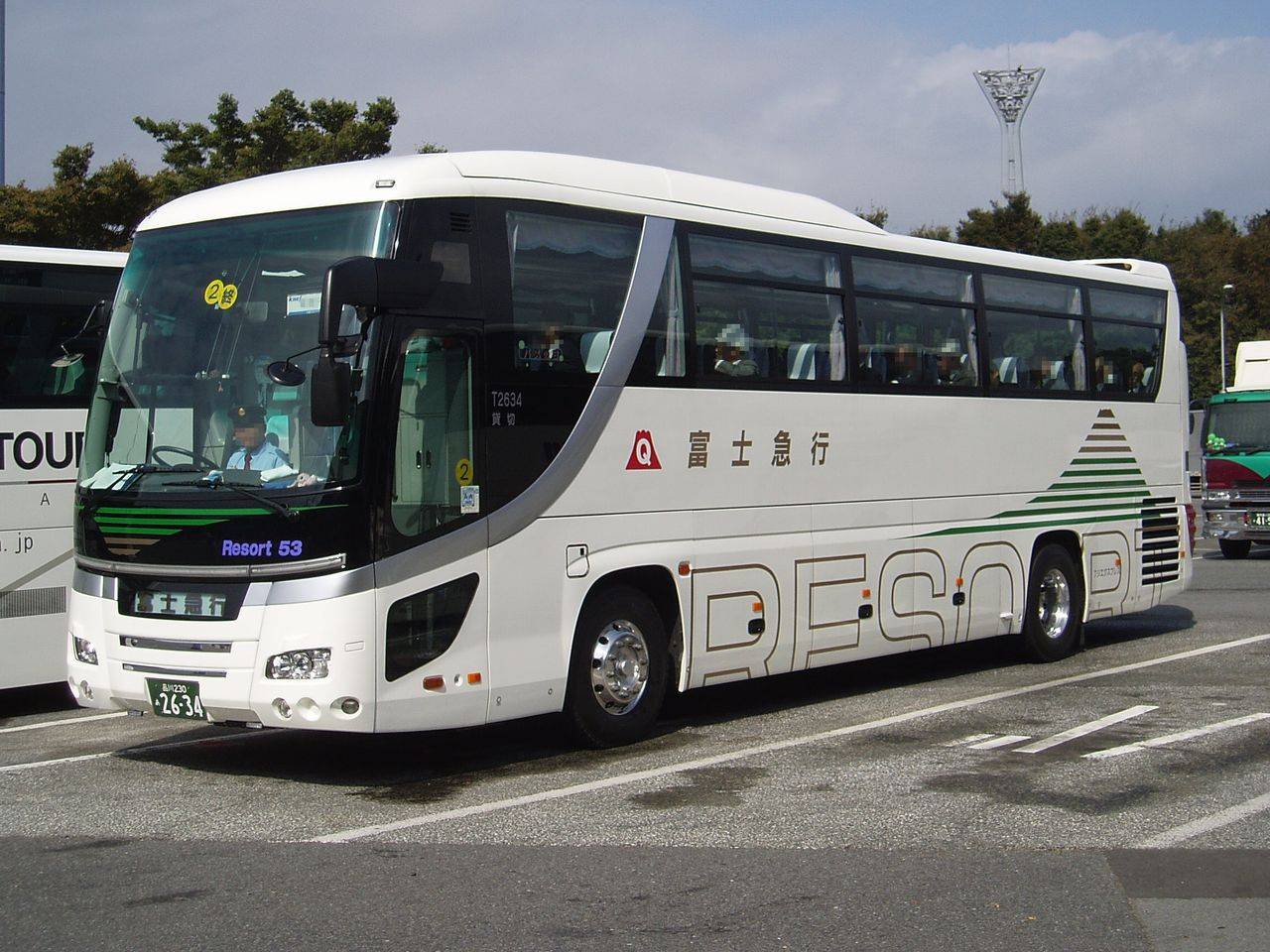
S`elega
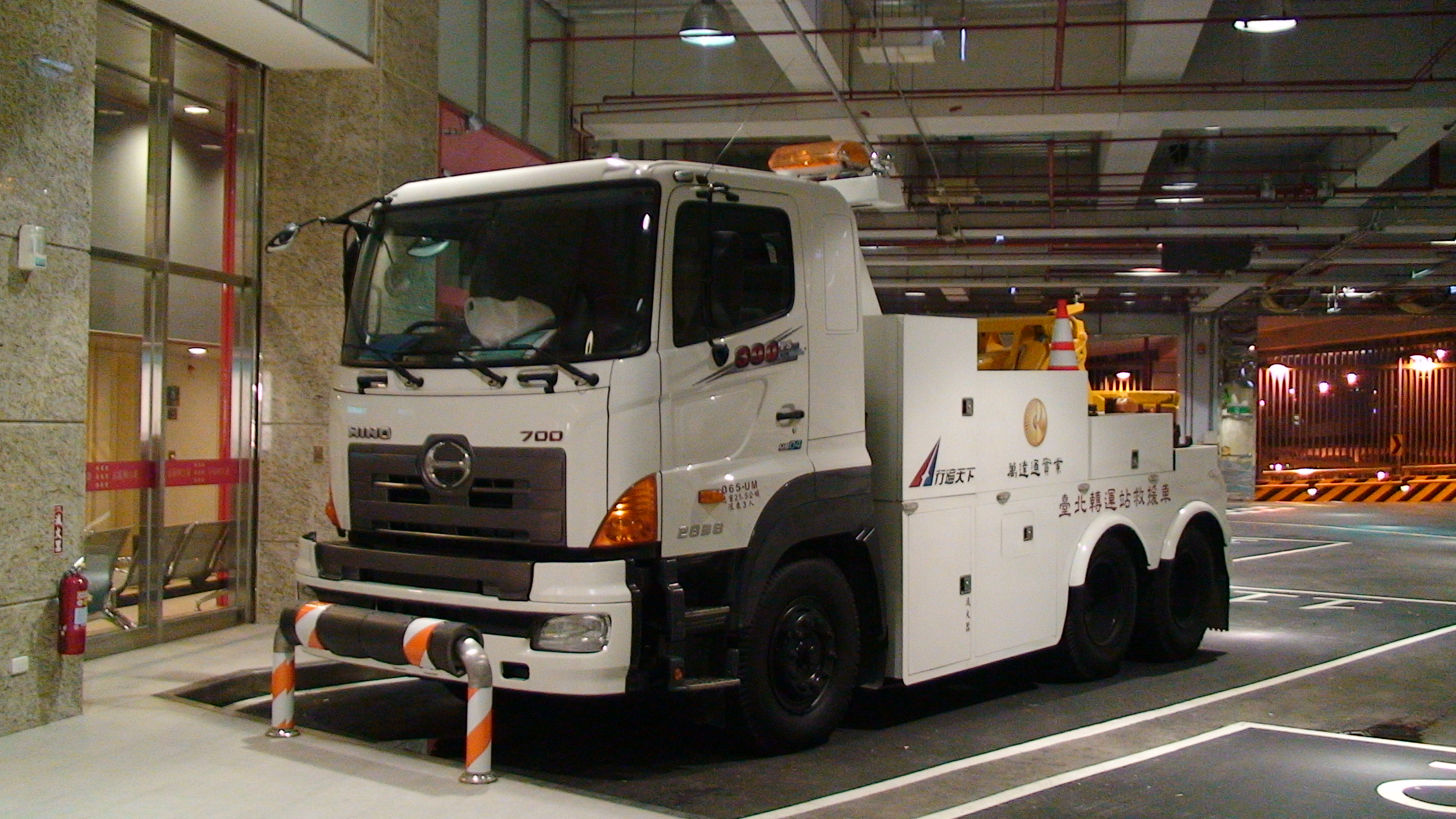
台北轉運站救援車
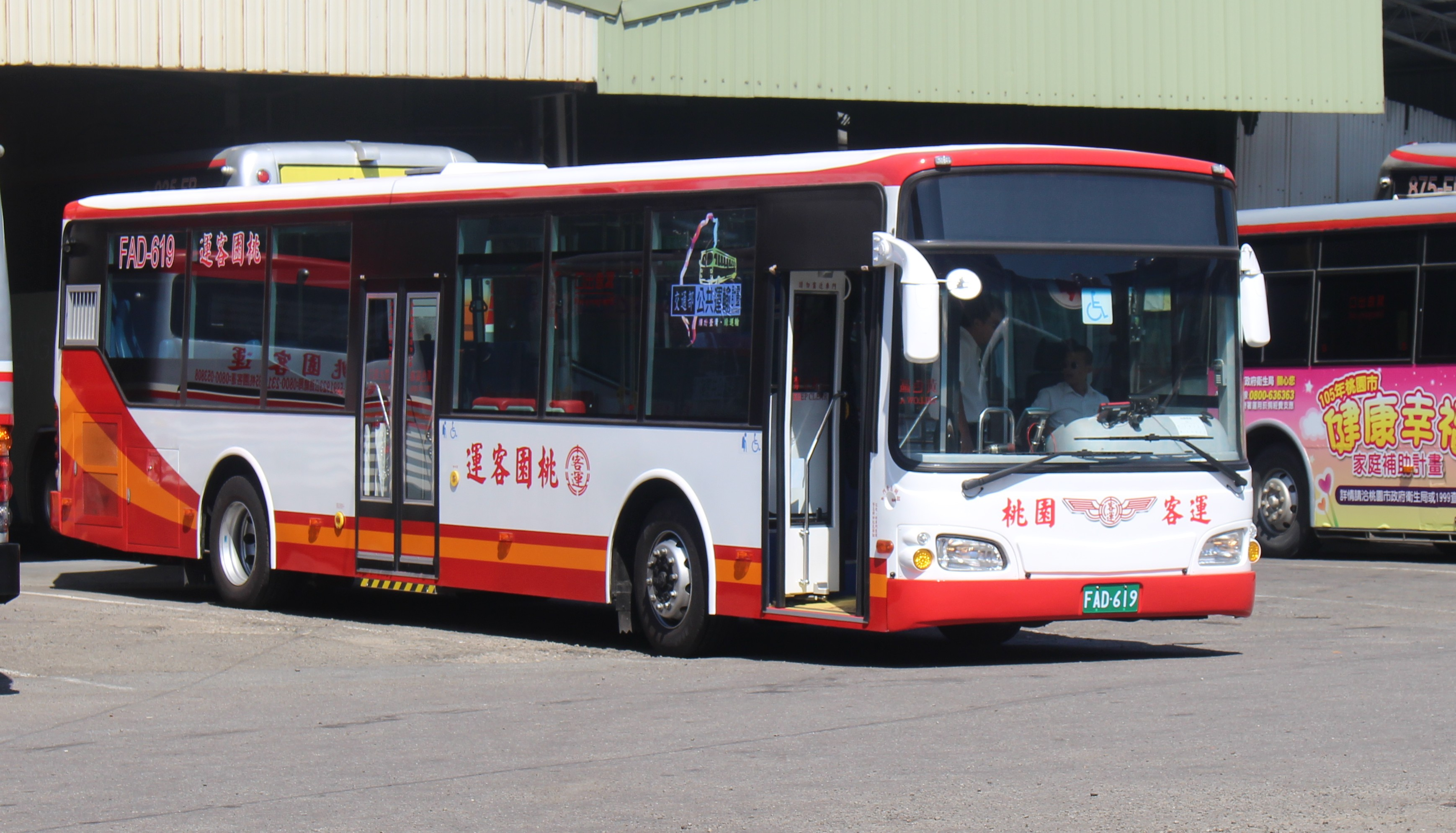
台灣首次引進日野HINO HS8JRVL-UTF低底盤公車，圖中為桃園客運車輛，由台灣固亞車體產製造。
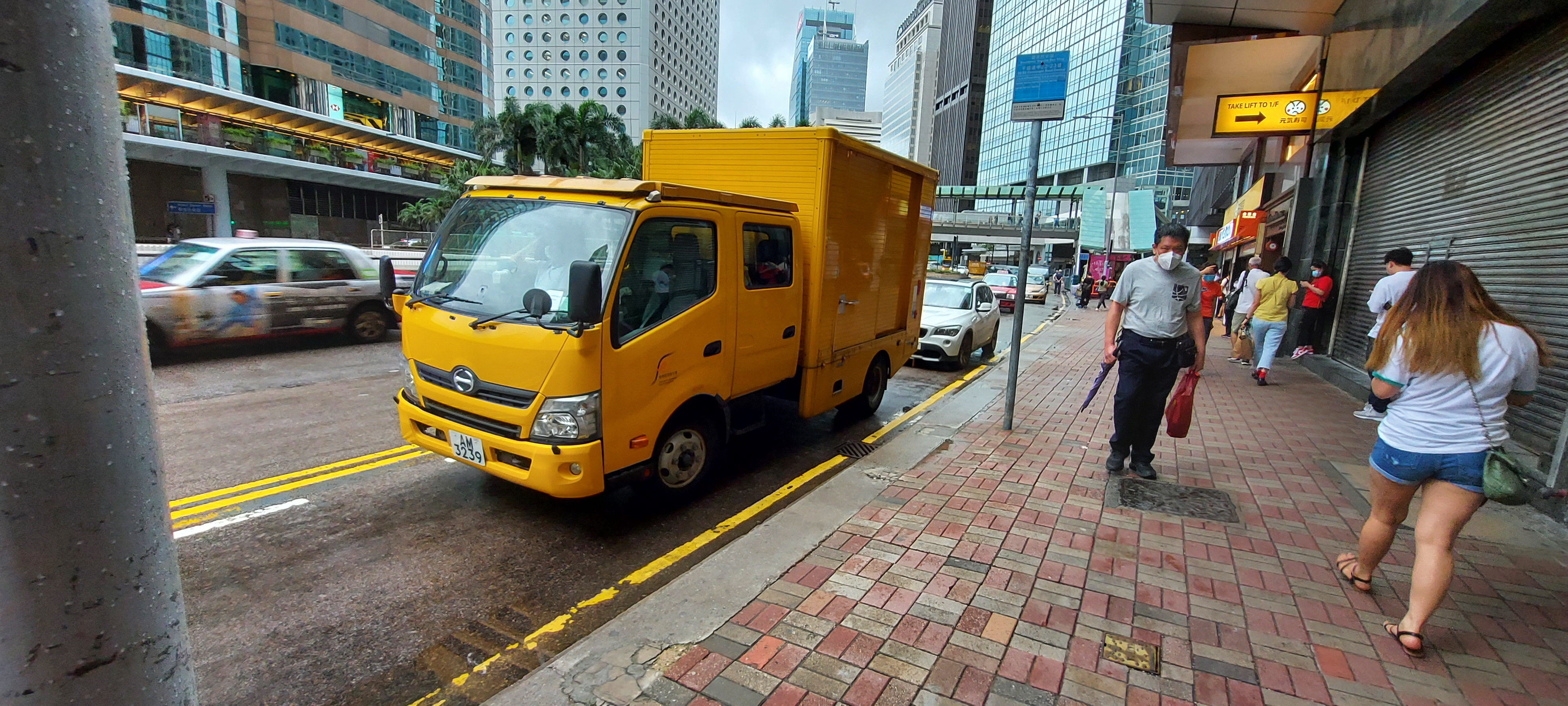
日野黑箱車
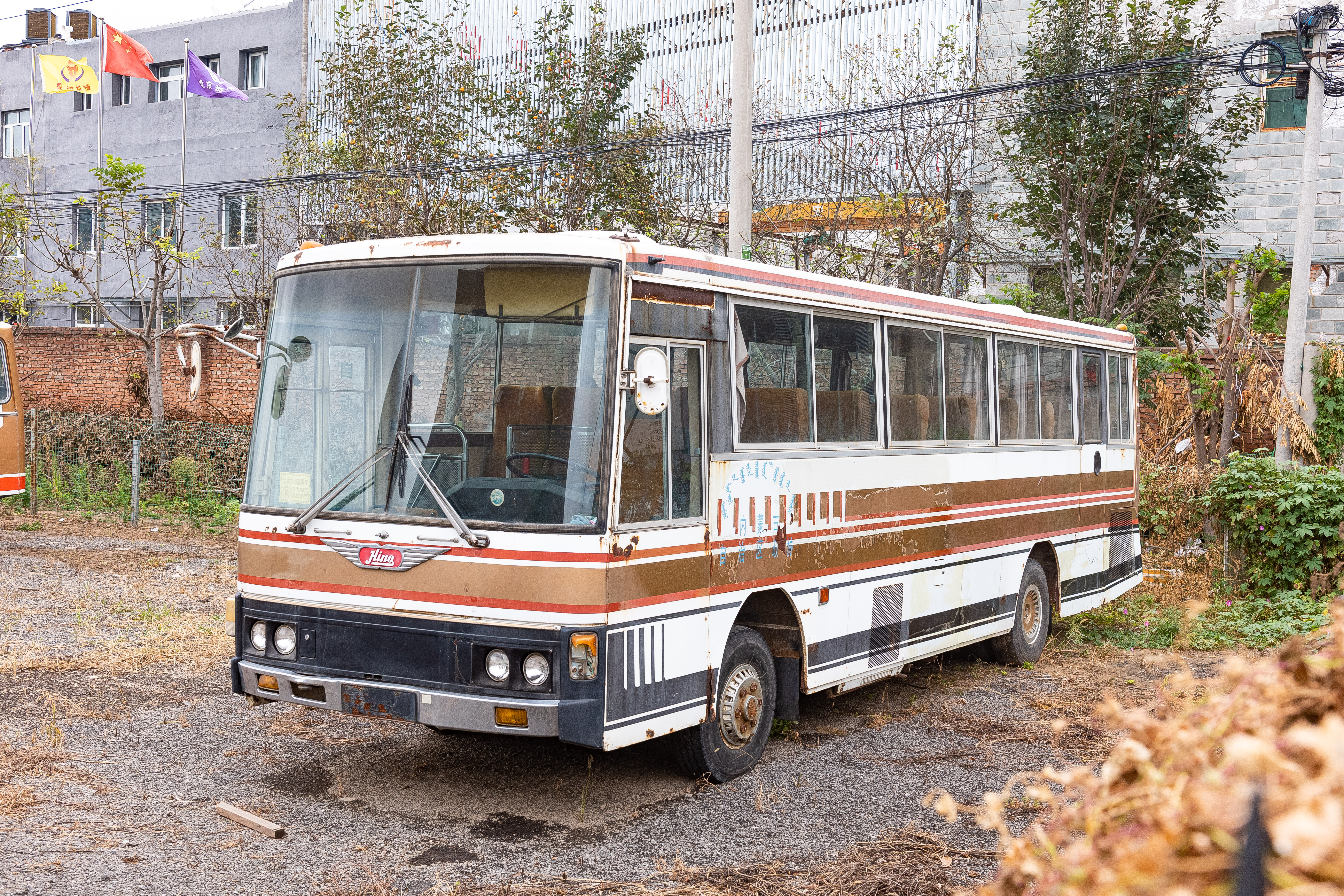
曾大量出口中国的日野RR172SA
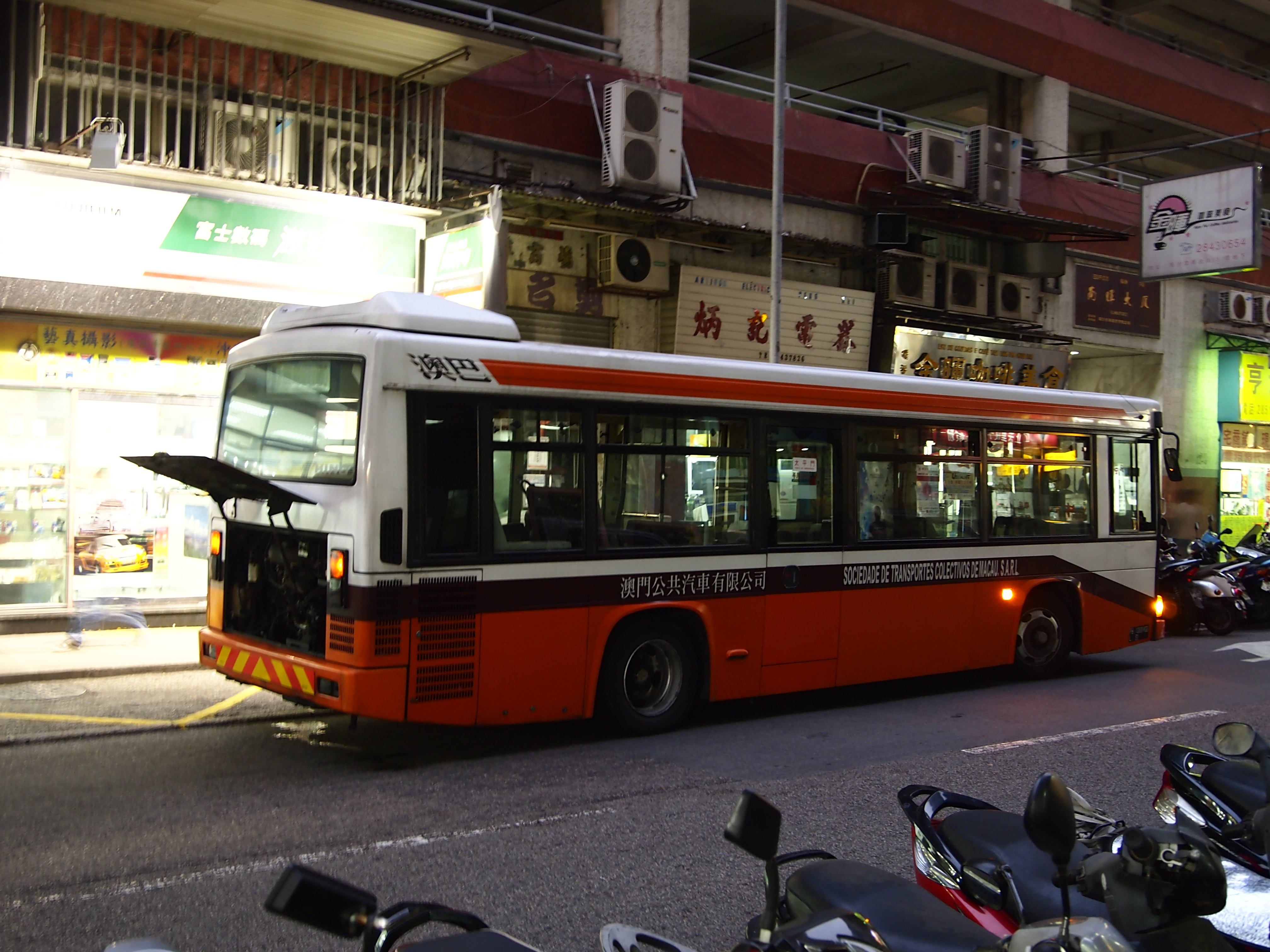
澳巴原裝日野中巴
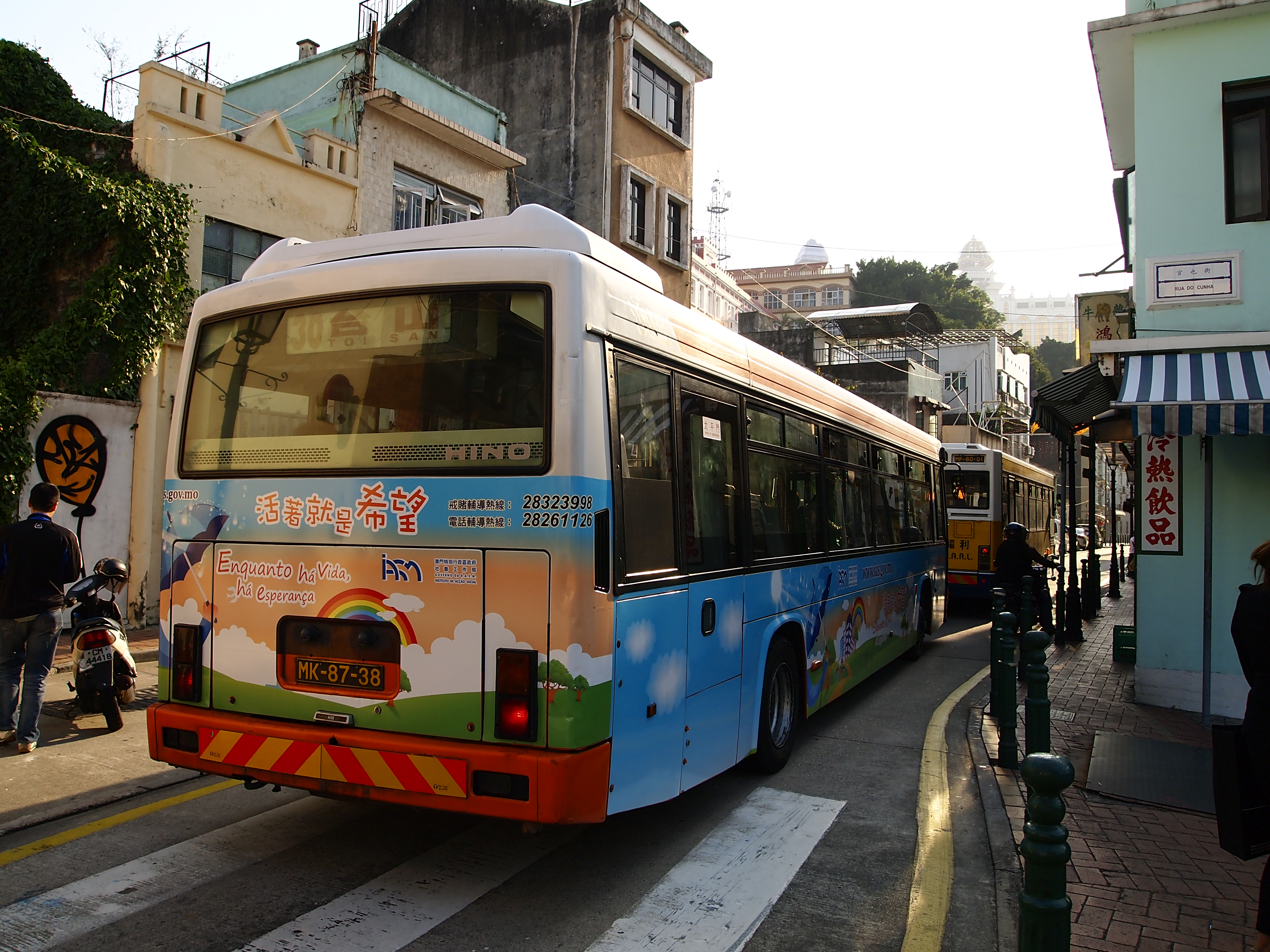
澳巴原裝日野大巴
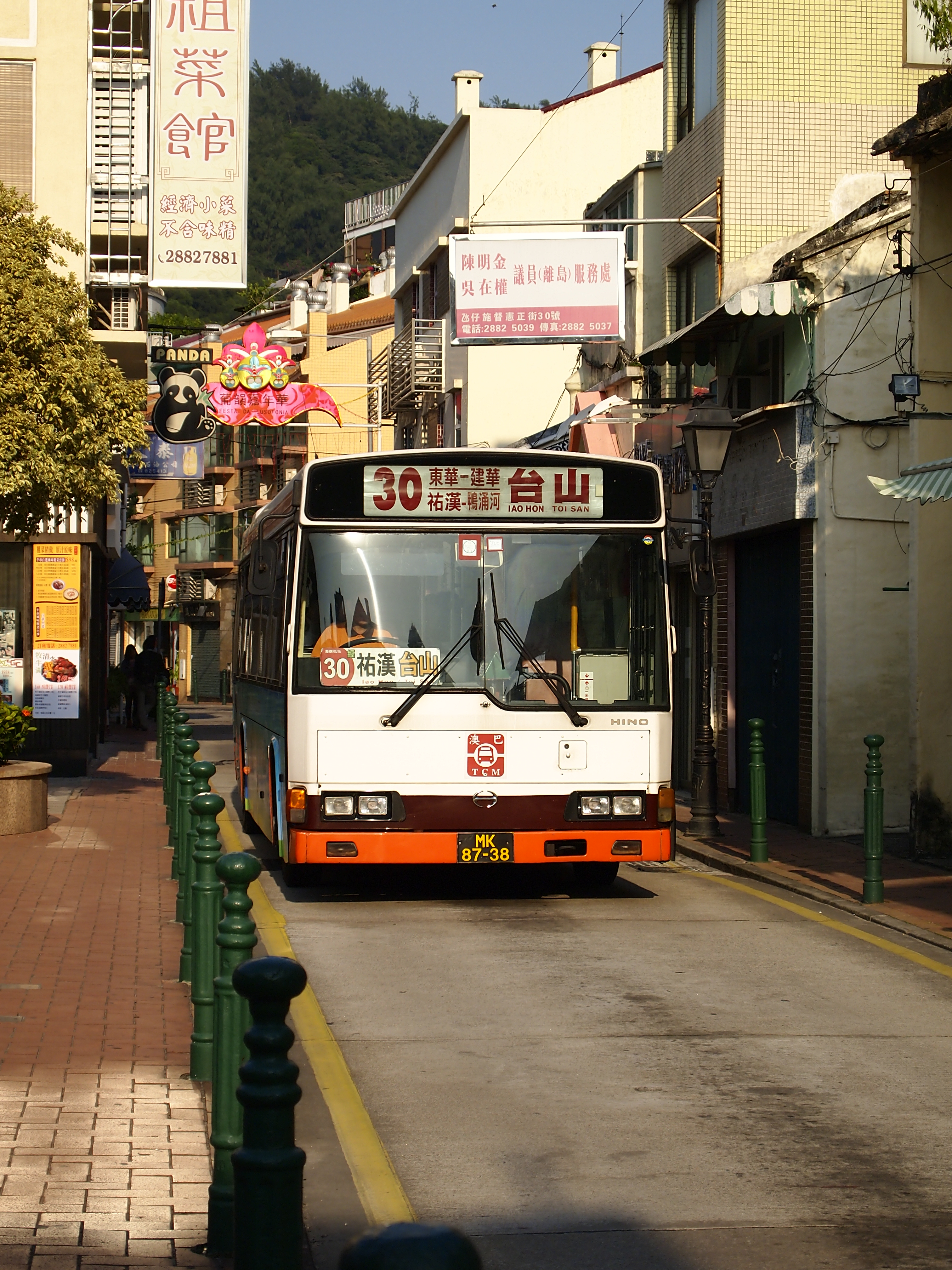
澳巴原裝日野大巴
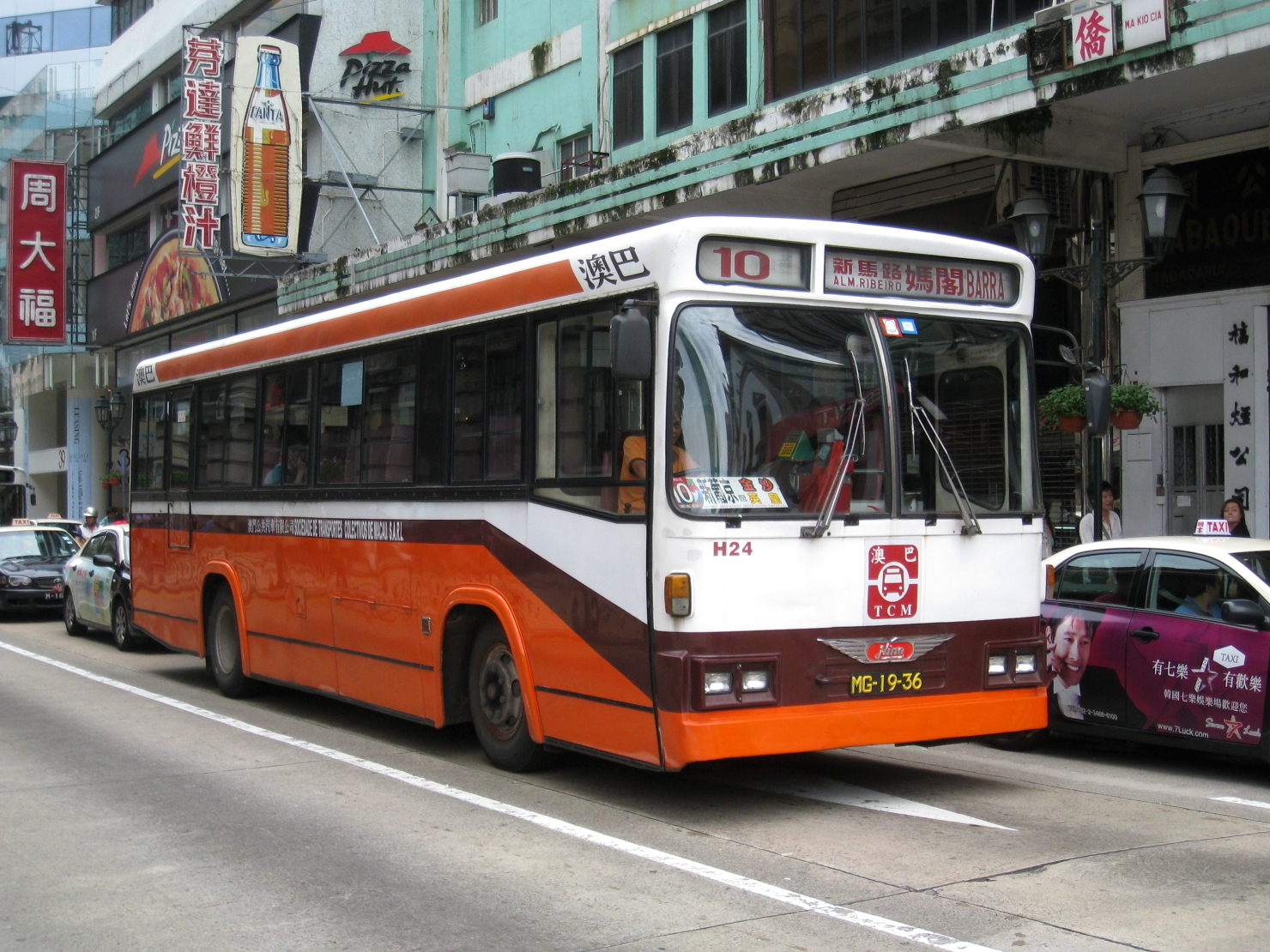
澳巴日野大巴
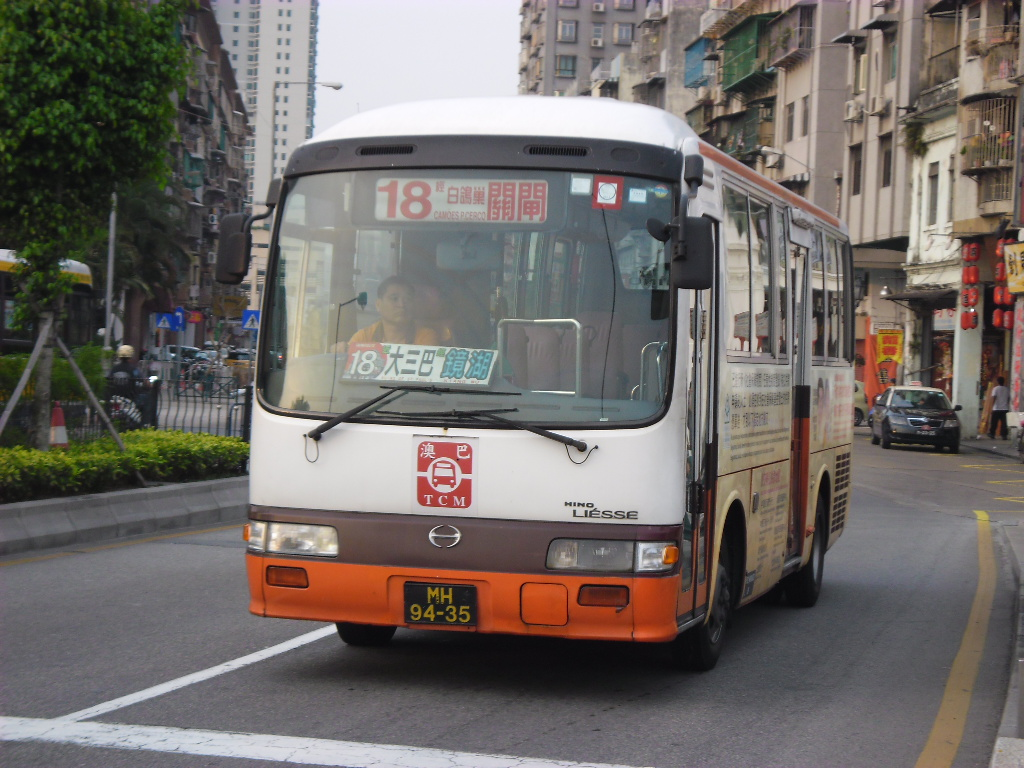
澳巴日野小巴

## 現有車款
- 巴士
  - Liésse（小型巴士）
  - Liésse II（小型巴士）
  - Poncho（小型低地台巴士）
  - Melpha
  - 日野Rainbow
  - Rainbow 6
  - Blue Ribbon City Hybrid（城市巴士）
  - Blue Ribbon II（城市巴士）
  - S`elega（豪華旅遊巴士）
  - 前置引擎底盤（FB、FC）- 小巴士
  - 前置引擎底盤（AK、FF、FG）- 大巴士
  - 中置引擎底盤（BG、BX、CG、CM）- 大巴士
  - 後置引擎底盤（LCM、LRG、LRK、ERK、RC、RG、RM、RN、RK、RU、RF、HT、HS、HL）- 大巴士
- 貨車
  - Dutro/200(部分東南亞國家/地區 及澳門)/300
  - Ranger/500
  - Profia/700

## 生產與經銷
- 台灣：
  - 和泰汽車（代理）
  - 長源汽車（銷售）
  - 國瑞汽車（製造）
  - 和泰車體（大客車製造）
- 香港：皇冠車行有限公司
- 中國大陸：广汽日野汽车有限公司